# Maria João

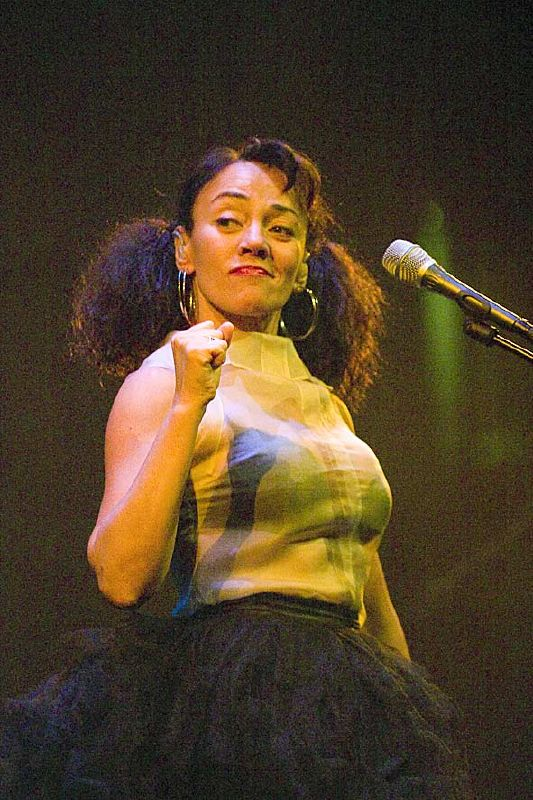
Maria João

Maria João Monteiro Grancha (* 27. Juni 1956 in Lissabon, Portugal) ist eine portugiesische Jazz-Sängerin. 

## Leben und Werk
Maria João war erst Schwimmlehrerin und begann ihre Ausbildung 1982 an der Schule des Hot Club von Lissabon. Schon 1983/4 trat sie mit eigenen Bands auf und errang 1985 beim Festival in San Sebastian einen ersten Preis. Eine Europatournee folgte kurz darauf. Begleitmusiker waren damals Christof Lauer und Bobo Stenson und auch Charlie Mariano, David Friedman, Thomas Heidepriem. Nach einer Zusammenarbeit mit der japanischen Pianistin Aki Takase ab 1987 folgte in den 1990er Jahren eine Einbeziehung verschiedener Stile wie Weltmusik, Modern Jazz, vor allem aber lateinamerikanische und brasilianische Musik sowie Avantgarde. Je nach thematischer Richtung der Veröffentlichung werden auch elektronische oder symphonische Elemente aus anderen Musikrichtungen eingebaut. 
Maria João hat schon mit vielen bekannten Musikern zusammengespielt, z. B. Manu Katché, Niels-Henning Ørsted Pedersen, Miroslav Vitouš, Lauren Newton, Trilok Gurtu und Kai Eckhardt, spielt aber seit Anfang der 1990er Jahre meistens mit Mário Laginha als Pianisten und Keyboarder.

## Diskografie
- Quinteto Maria João (1983)
- Cem Caminhos (1985)
- Conversa (1986)
- Looking for Love (1989) (mit Aki Takase)
- Alice (1990) (mit Aki Takase, Niels-Henning Ørsted Pedersen)
- Sol (1992) (mit ihrer Gruppe Cal Viva)
- Danças (1994) (mit Mario Laginha)
- Fábula (1996) (mit Laginha, Dino Saluzzi, Ralph Towner)
- Cor (1998) (mit Laginha)
- Lobos, Raposas e Coiotes (1999)
- Chorinho Feliz (2000)
- Mumadji (2001) (mit Mario Laginha)
- Undercovers (2002) (mit Laginha)
- Tralha (2004)
- Pale (2006)
- João (2007)
- Chocolate (2008) (mit Laginha)
- Conversa (2010)
- Up 2 Nine (2010)
- Amoras e Framboesas (2011) (mit dem Orquestra Jazz de Matosinhos)
- Iridescente (2012)
- Electrodoméstico (2012) (mit ORGE Electric)
- Plástico (2015) (mit ORGE Electric)
- Cem Cambinhos (2015)
- Mar Afora (2016) (mit Guinga)
- A Poesia de Aldir Blanc (2017)
- Studio Concert for Headphones (EP, 2019)
- Open Your Mouth (2020) (mit ORGE Electric)
- The Blues Experience II (2021) (mit Budda Power Blues)
- Songs for Shakespeare (2022) (mit ORGE Electric)